# José Acevedo (beisbolista)
José Omar Acevedo (Santo Domingo, 18 de diciembre de 1977) es un exlanzador derecho dominicano que jugó en las Grandes Ligas de Béisbol. Jugó por última vez para la organización Orioles de Baltimore. Había lanzado previamente con los Rojos de Cincinnati de 2001-2004, y los Rockies de Colorado de 2005 a 2006. En sus cinco años de carrera, Acevedo terminó con un récord de 18-25 con un efectividad de 5.74. Es primo del lanzador dominicano y Salón de la Fama Juan Marichal. Acevedo fue dejado libre por los Orioles de Baltimore el 12 de marzo de 2007.
En la Liga Dominicana ha lanzado para las Águilas Cibaeñas.